# St. Georg (Pelka)
Koordinaten: 48° 24′ 2,2″ N, 11° 32′ 22,2″ O
Die katholische Filialkirche St. Georg in Pelka, einem Gemeindeteil von Hohenkammer im oberbayerischen Landkreis Freising, wurde Ende des 15. Jahrhunderts errichtet. Die dem heiligen Georg geweihte Kirche, außerhalb des Dorfes auf einer Anhöhe stehend, ist ein geschütztes Baudenkmal.

## Architektur
Die Kirche besteht nur aus dem Chorraum mit einem Joch und 3/8-Schluss und dem Turm, der auf der Westmauer aufsitzt. Er wird durch schräge Mauern mit Schindelbedeckung gestützt. Der im Kern gotische Saalbau erfuhr im 17. Jahrhundert einen barocken Umbau. Das Innere wird von einem Netzgewölbe überdeckt. Die Birnstabrippen sind farblich hervorgehoben, sie ruhen auf Kragsteinen und treffen sich oben in zwei Schlusssteinen, die mit dem Monogramm IHS und mit der Hand Gottes geschmückt sind.

## Ausstattung
Der hochbarocke Altar aus der zweiten Hälfte des 17. Jahrhunderts besteht aus schwarz gefasstem Holz mit vielen Randvergoldungen. Auf der etwas breiteren Predella steht in einer rundbogigen Nische die große Figur des heiligen Georg. Der Heilige sitzt auf einem Schimmel und stößt einem Drachen seine Lanze in den Rachen. Den oberen Teil des Altars bildet der von zwei Sprenggiebeln eingefasste Aufsatz mit Gebälk und halbrundem Segmentgiebel. Auf allen drei Giebeln sitzen Engel oder schweben Cheruben. In der runden Aufsatznische befindet sich eine Halbfigur der heiligen Katharina von Alexandria.